# 卡斯皮洛特
卡斯皮洛特（法語：Case-Pilote，法語發音：[kaz pilɔt]）是法国海外省马提尼克的一个市镇，属于圣皮埃尔区。

## 地理
卡斯皮洛特（14°38'35"N, 61°8'20"W）面积18.44 平方千米，位于法国海外省马提尼克。
与卡斯皮洛特接壤的市镇（或旧市镇、城区）包括：舍尔歇、勒莫讷韦尔、贝尔方丹。
卡斯皮洛特的时区为UTC−04:00（大西洋时区）。

## 行政
卡斯皮洛特的邮政编码为97222，INSEE市镇编码为97205。

## 政治
卡斯皮洛特的现任市长为拉尔夫·蒙普莱西尔（Ralph Monplaisir）先生，任期为2020-2026年。

## 人口

1962-2008年间卡斯皮洛特人口变化图示

卡斯皮洛特于2022年1月1日时的人口数量为4524人。